# Joseph Germain Dutalis
Joseph Germain Dutalis (Brussel, 23 april 1780 - Brussel, 5 december 1852) was een Belgische edelsmid. Hij was de zoon, leerling en opvolger van Pierre Gabriël Germain Dutalis en Maria Johanna le Lait.
Het atelier werd na 1814 door Joseph Germain Dutalis voortgezet. Hij wordt hofleverancier van Willem I der Nederlanden en na 1830 van Leopold I der Belgen.
Op elfjarige leeftijd ging Joseph Germain bij zijn vader in de leer. In de laatste jaren van de 18e eeuw bracht hij ook een tijd door bij zilversmeden in Antwerpen, Bergen (de geboortestad van zijn vader), Leuven, Namen en Antwerpen. Hij is twee jaar meesterknecht in Parijs.

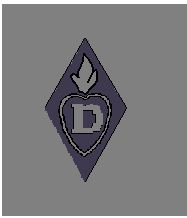
Meesterteken van Joseph Germain Dutalis 1814-1815.

De instelling van een Koninkrijk der Nederlanden en de vestiging van regering en hof in afwisselend 's-Gravenhage en Brussel brengt voor een zilversmid veel werk met zich mee. In 1817 is hij de enige zilversmid op de door de belastingen opgemaakte lijst van honderd belangrijkste handelaren in Brussel. Er zijn regalia, onderscheidingen, herautenmedailles, sieraden en honderden zilveren borden nodig. Een deel van dit zilver wordt ook nu nog gebruikt aan het hof in den Haag. De medailles die de herauten in 1979 tijdens de inhuldiging van Koningin Beatrix droegen waren van de hand van Dutalis fils.
Een deel van de sieraden van de nieuwe Prinses van Oranje, Anna Pauwlona wordt bij Dutalis gekocht. Voor haar wordt ook Russisch-orthodox kerkzilver vervaardigd dat nu in de kapel van de Heilige Maria Magdalena in 's-Gravenhage wordt bewaard. Het artistieke en economische hoogtepunt van zijn ambacht is de uitzet van Prinses Marianne der Nederlanden. Zij vertrekt naar Berlijn en haar zilveren kapspiegel naar ontwerp van  Louis Royer moet de vergelijking met de luxueuze Berlijnse producten en de ontwerpen van Schinkel kunnen doorstaan. De spiegel is nu bezit van het Amsterdamse Rijksmuseum.

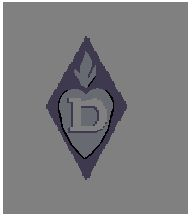
Meesterteken van Joseph Germain Dutalis 1815-1832.

Na de opstand van de Zuidelijke Nederlanden stort de productie van het atelier Dutalis in. Met het vervaardigen van het Belgische IJzeren Kruis en de eerste kruisen van de Leopoldsorde houdt Dutalis het hoofd boven water. Het is zeer wel mogelijk dat Dutalis de hand heeft gehad in het ontwerp van de Leopoldsorde.
Voor dergelijke opdrachten is de gespecialiseerde werkplaats van Dutalis te duur. De Belgische regering koopt liever voor 25 of 26  frank tweede keus kruisen in Parijs dan voor 27 frank eerste kwaliteit bij Dutalis. Een aantal door de koning en verwanten zoals de Britse Prins Albert gedragen sterren en kruisen zijn van de hand van Dutalis en vallen op door de hoge kwaliteit van emaille, giet- en smeedwerk.
In de jaren 1832-1844 veranderde de stijl van de producten van Dutalis. Hij verlaat het Loius Seize idioom dat zijn vader gebruikte en de voor de Dutalis' kenmerkende heldere met ramskoppen en dierfiguren aangevulde zilveren terrines, persanes en boulloires worden vervangen door veel rijker versierde in (neo) renaissance, (neo) barokke en (neo) rococo stijl ontworpen zilver.

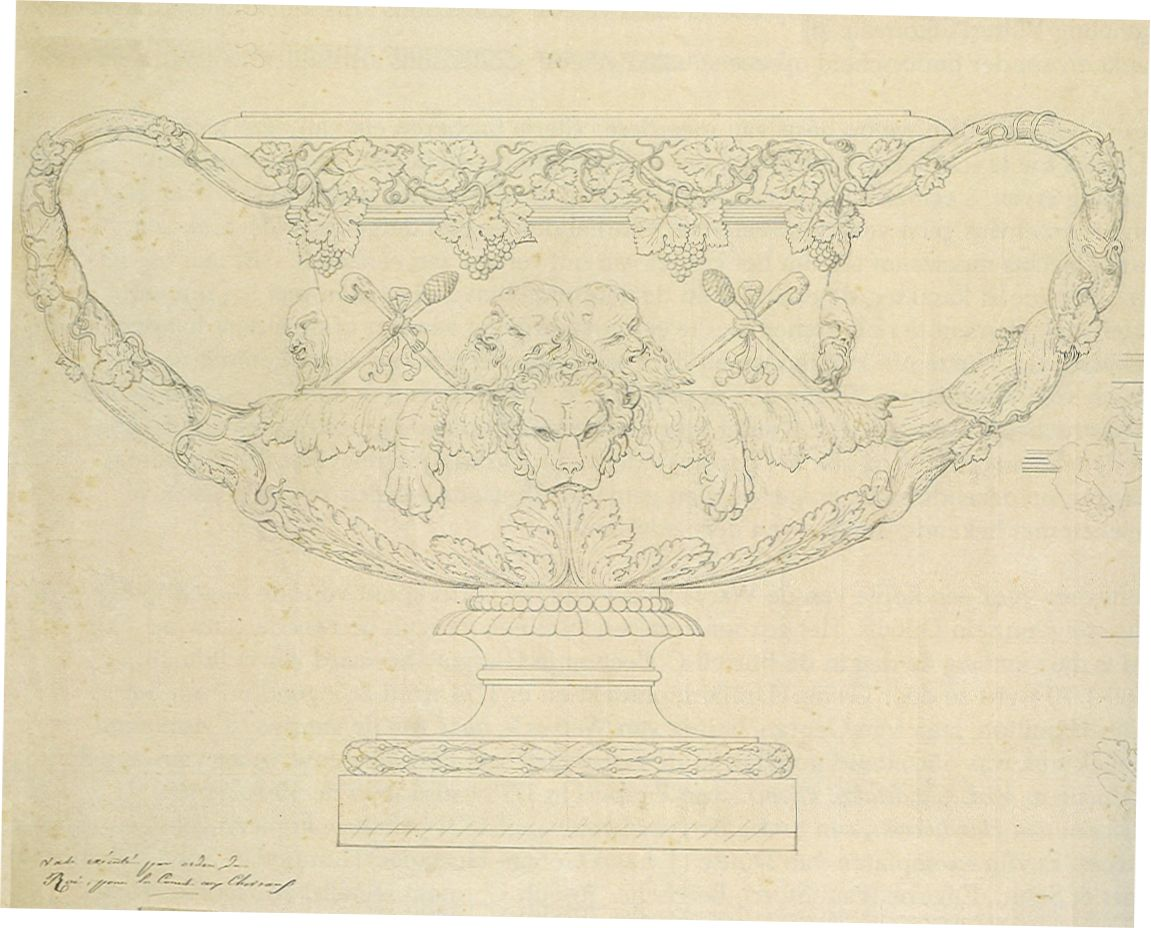
Ontwerptekening voor de vaas in de universiteitsbibliotheek van Luik.Voorheen collectie baron Adrien Wittert.

Voor de nieuwe koning maakt Dutalis vooral bestek en serviesgoed. Opvallend is de sinds 1997 aan Dutalis toegeschreven kopie van de zogenaamde Warwickvaas. Deze verguld zilveren kopie werd in 1834 als "Prix de la Reine" bij paardenrennen in Brussel uitgereikt. Met behulp van de in de Universiteitsbibliotheek van Luik bewaarde tekeningen van Duralis kon de vaas door de experts van Sotheby's in Genève aan hem worden toegeschreven.
In 1844 sloot Dutalis zijn atelier. Hij kon gaan rentenieren. De grote winsten van het bedrijf waren in - in een door een anoniem gebleven architect in een risicoloos classicistische stijl gebouwde - nieuwe huizen in Brussel en in land rondom de stad geïnvesteerd.

## Zoons
De twee zoons, Charles en Gustave zijn geen zilversmeden. Charles gaat rentenieren als herenboer in Sluizen en Gustave wordt industrieel. Zijn "Hibernia zetmeelfabriek" in het Groningse Muntendam gaat in 1884 failliet. Gokschulden en hoererij hebben, zo heet het in de dissertatie van Dr. Jan Voerman, het kapitaal uitgeput. Beide zoons werden door hun echtgenoten verlaten.
De enige kleinzoon, Oswald Dutalis, zoon van Charles, speelt een bescheiden rol in de mislukte Mexicaanse campagne in 1879.